# اویره لاراینزار
اویره لاراینزار (انگلیسی: Oier Larraínzar؛ زادهٔ ۶ اکتبر ۱۹۷۷) بازیکن فوتبال اهل اسپانیا است.
از باشگاه‌هایی که در آن بازی کرده‌است می‌توان به باشگاه فوتبال اوئسکا اشاره کرد.